# Osík
Osík (německy Osik) je obec v okrese Svitavy v Pardubickém kraji. Žije zde přibližně 1 100 obyvatel.

## Historie
První písemná zmínka o obci pochází z roku 1347.
V roce 1879 byl zřízen hasičský sbor v Osíku, zatím bez kroje, jelikož nebylo rozhodnuto, pro jaký kroj se rozhodnout. V roce 1882 byly vypracovány nové stanovy a sbor pracoval pod názvem „Hasičsko-Sokolská jednota v Osíku“, s krojem sokolským. Pravděpodobně byl toho času prvním v Čechách, jak píše dobový kronikář. Všude jinde hasičské sbory užívaly kroj s přilbou. Prvním náčelníkem byl zvolen Jan Karlík a starostou Jan Jelínek. 20. ledna 1895 byly stanovy hasičského sboru přepracovány a upraveny. Hasičský sbor nesl nový název „Hasičská a tělocvičná jednota Sokol v Osíku“.

### Exulanti
Stejně jako z mnoha jiných obcí (např. Morašice, Pustá Kamenice, Sedliště aj.) odcházeli v době pobělohorské do exilu i nekatolíci z Osíku. Z Osíku prokazatelně v roce 1731 emigrovali:
- Jakub Švihola (1707 Osík–5. června 1777 Berlín), emigroval s manželkou Dorotou (1700–17. dubna 1761 Berlín, roz. Divišová ze Sedliště), matkou (Marie-vdova), třemi bratry a sestrou do Žitavy. Na oblíbená kázání Jana Liberdy chodívala rodina do Hennersdorfu a v roce 1746 se přestěhovala do české čtvrti Berlína.[5]

## Obyvatelstvo
| Rok            | 1869  | 1880  | 1890  | 1900  | 1910  | 1921  | 1930  | 1950 | 1961  | 1970 | 1980 | 1991 | 2001 | 2011  | 2021 |
| -------------- | ----- | ----- | ----- | ----- | ----- | ----- | ----- | ---- | ----- | ---- | ---- | ---- | ---- | ----- | ---- |
| Počet obyvatel | 1 289 | 1 264 | 1 267 | 1 179 | 1 244 | 1 301 | 1 243 | 976  | 1 013 | 955  | 912  | 936  | 983  | 1 011 | 954  |
| Počet domů     | 194   | 196   | 199   | 195   | 197   | 207   | 225   | 246  | 238   | 237  | 241  | 290  | 306  | 340   | 354  |

## Obecní symboly
Znak a vlajka byly obci uděleny rozhodnutím předsedy Poslanecké sněmovny Parlamentu České republiky dne 5. dubna 2001.

## Pamětihodnosti
- Silniční most se sochami
- White Gallery – galerie a depozitář díla Ludmily Jandové

## Osobnosti
- Ludmila Jandová (1938–2008), malířka

## Další fotografie

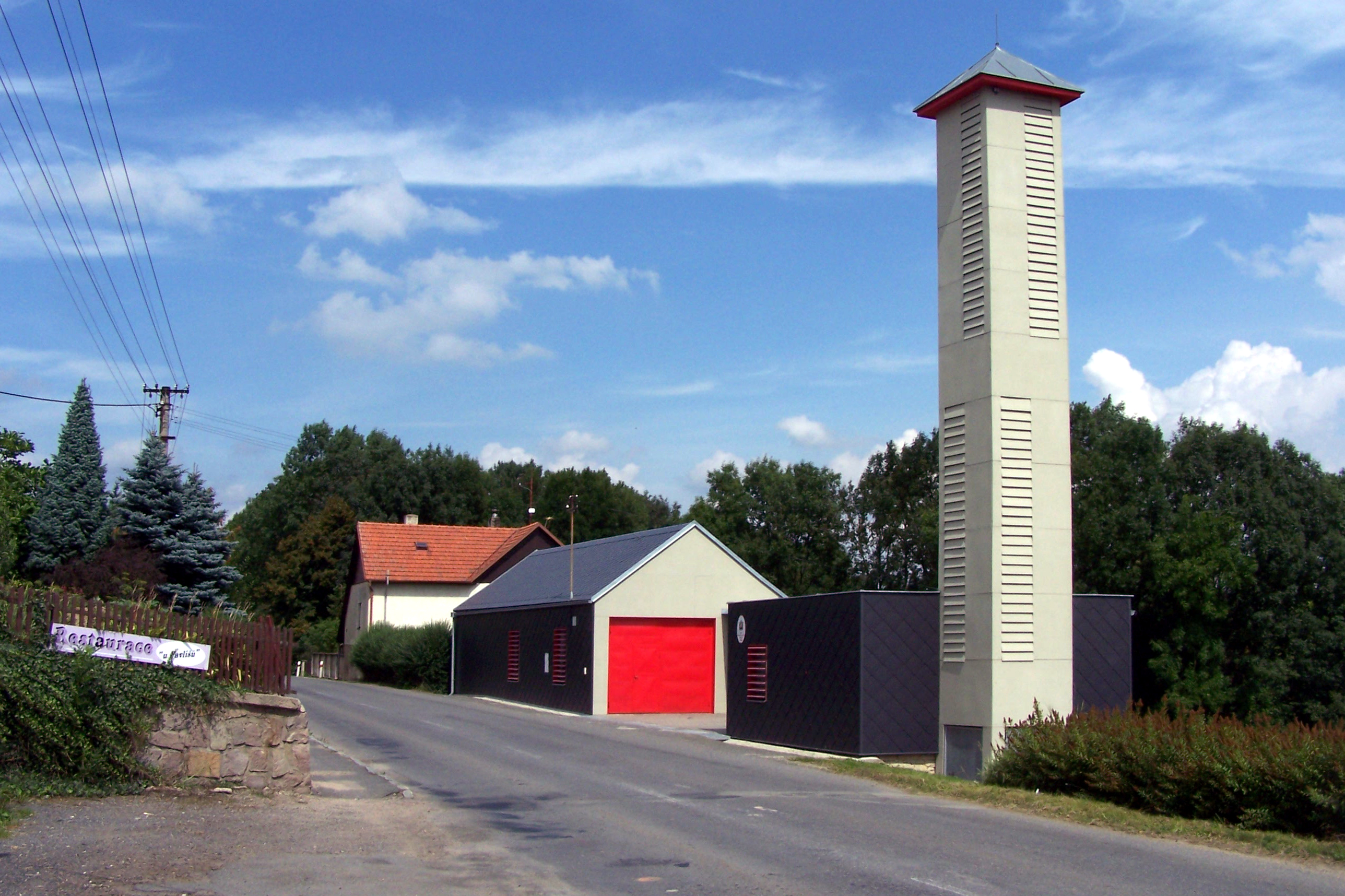
Hasičská zbrojnice
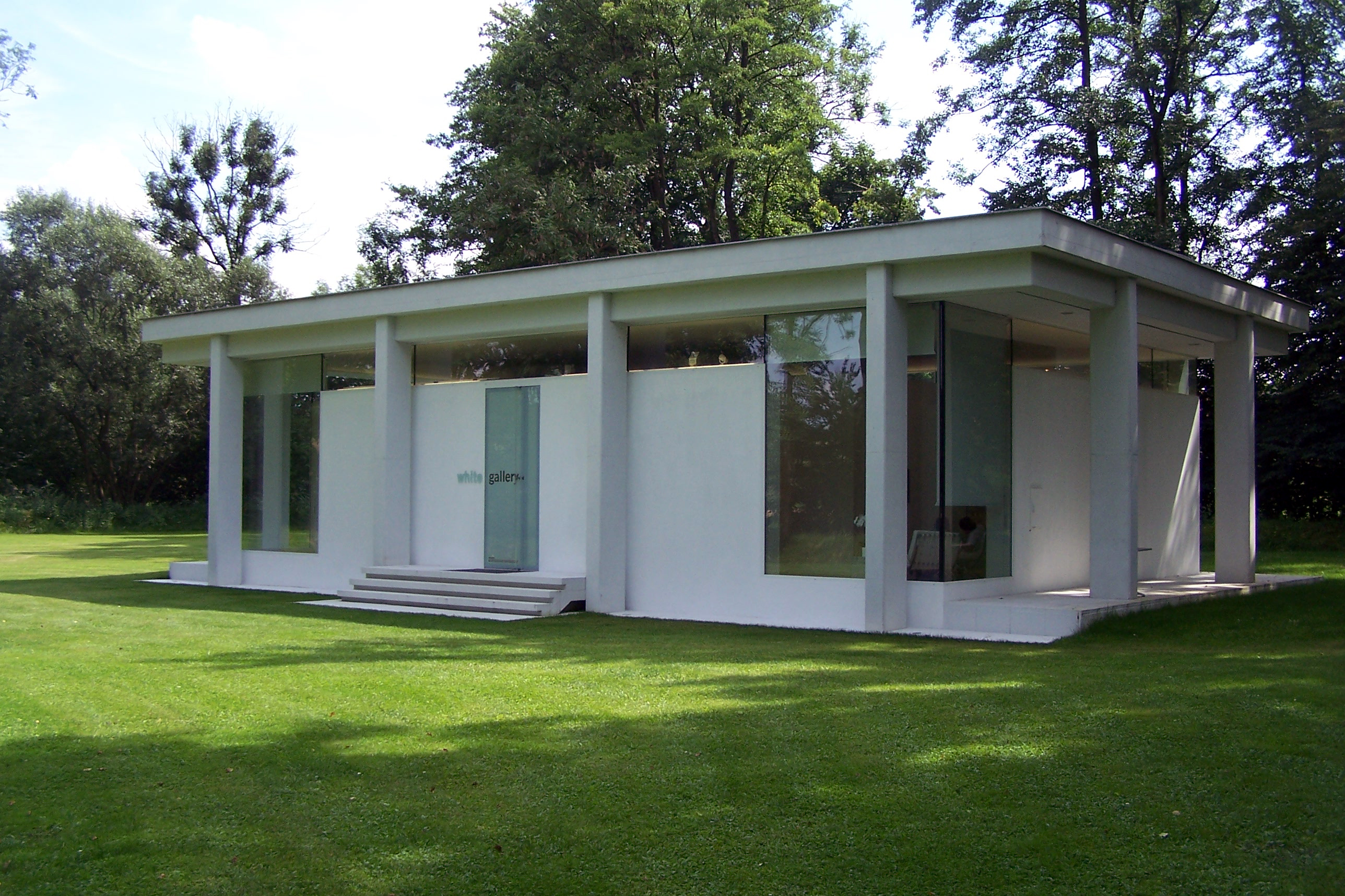
White Gallery